# Heliophanus ochrichelis
Heliophanus ochrichelis este o specie de păianjeni din genul Heliophanus, familia Salticidae, descrisă de Strand, 1907. Conform Catalogue of Life specia Heliophanus ochrichelis nu are subspecii cunoscute.